# 尼古拉耶夫卡市镇
尼古拉耶夫卡市镇（俄语：Николаевское муниципальное образование）是俄罗斯联邦伊尔库茨克州泰舍特区所属的一个市镇。其下辖有个居民点，行政中心为尼古拉耶夫卡。据2016年统计，该市镇的人口为996人。